# Botschaft der Arabischen Republik Syrien (Bonn)

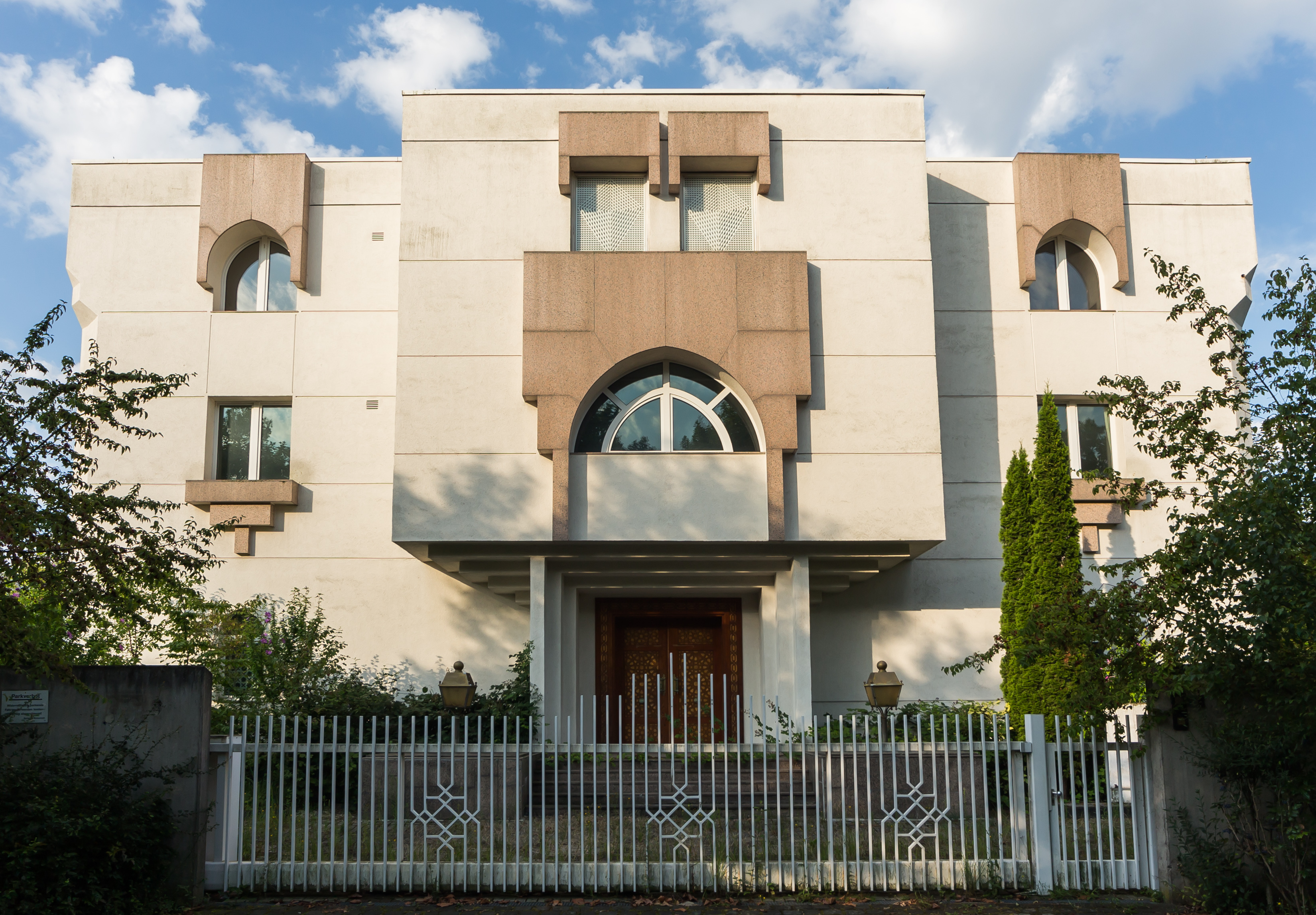
Ehemaliges Kanzleigebäude der syrischen Botschaft, Andreas-Hermes-Straße (2014)

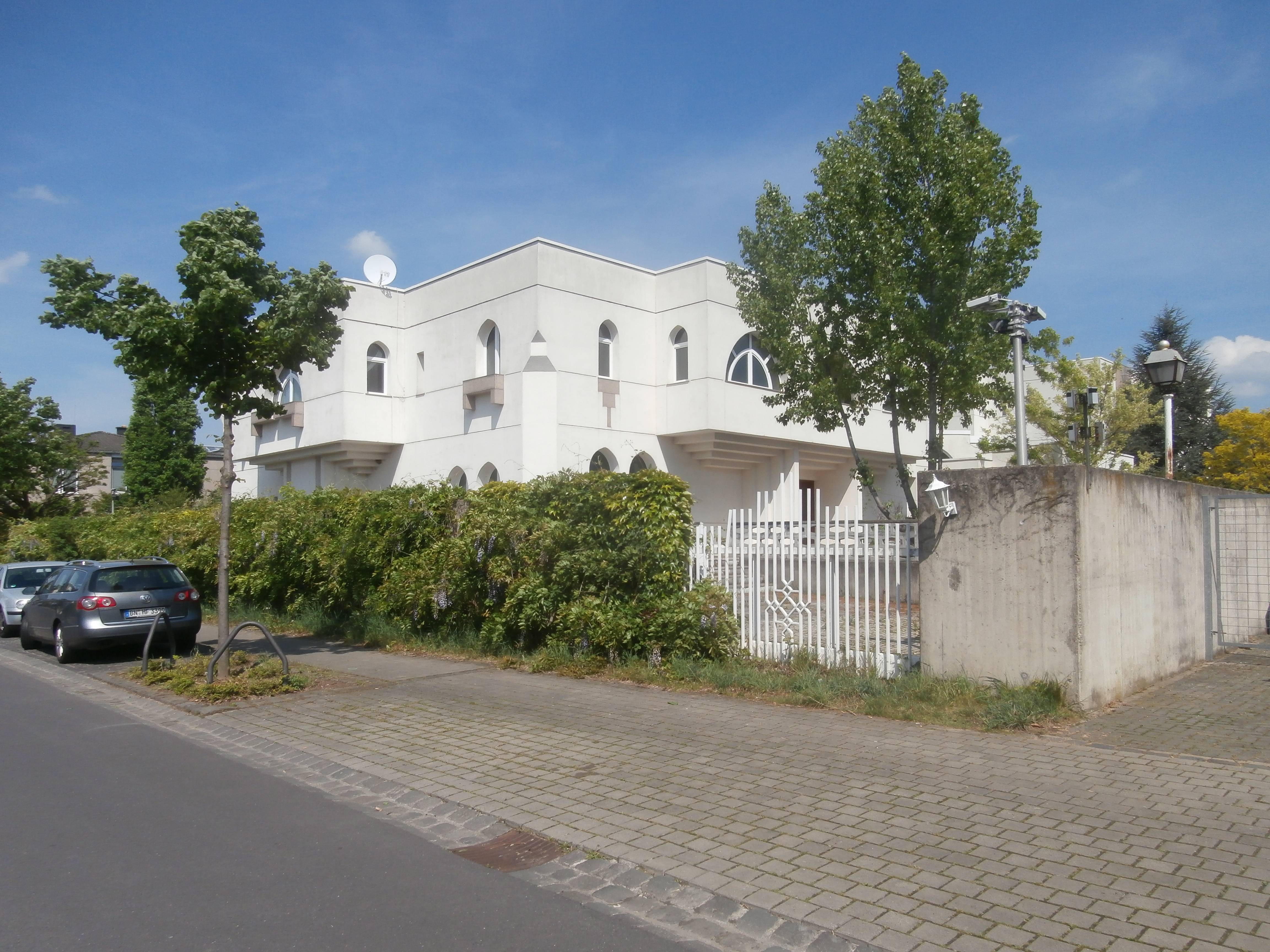
Ehemaliges Residenzgebäude der syrischen Botschaft, Ferdinand-Lassalle-Straße (2014)

Die Botschaft der Arabischen Republik Syrien in der Bundesrepublik Deutschland hatte von 1990 bis 2002/03 ihren Sitz im Bonner Ortsteil Hochkreuz. Das ehemalige Botschaftsgebäude liegt am Südrand des Bundesviertels am Rande der Rheinaue zwischen Andreas-Hermes-Straße (Hausnummer 5) und Ferdinand-Lassalle-Straße. Es gehört weiterhin dem Staat Syrien.

## Geschichte
Nach der Aufnahme diplomatischer Beziehungen mit der Bundesrepublik Deutschland 1953 eröffnete Syrien eine Gesandtschaft am Regierungssitz Bonn, die zunächst am bisherigen Standort des syrischen Generalkonsulats im Kölner Stadtteil Marienburg (Lindenallee 64) beheimatet war. Sie zog bereits kurz darauf (bis 1954) nach Bad Godesberg um, den räumlichen Schwerpunkt der diplomatischen Vertretungen, wo sie sich in der Villa Kronprinzenstraße 2 niederließ. Mit dem Zusammenschluss von Syrien und Ägypten zur Vereinigten Arabischen Republik (VAR) im Jahre 1958 wurde die vormalige Gesandtschaft Syriens zur gemeinsamen Botschaft beider Länder umgewandelt. Nach dem Auseinanderbrechen der Union 1961 war dort nicht mehr die syrische, sondern die ägyptische Vertretung beheimatet. Die Arabische Republik Syrien unterhielt seitdem eine Botschaft in der Villa Rheinallee 9, mit Militärabteilung in der Südstadt (Argelanderstraße 61). Während die diplomatischen Beziehungen Syriens zur Bundesrepublik in Folge ihrer Anerkennung Israels ab dem 13. Mai 1965 unterbrochen waren, nahm von dort aus die Botschaft Pakistans mit einer „Abteilung für die Interessen der Arabischen Republik Syrien“ die Geschäfte für das Land wahr. Mit Wiederaufnahme der Beziehungen am 7. August 1974 eröffnete Syrien erneut eine Botschaft, die ihren Sitz wiederum in Bad Godesberg (Am Kurpark 2) nahm. Die Leitung der Botschaft hatte zunächst ein Gesandter als Geschäftsträger a. i. inne. Die Residenz der Botschaft, Wohnsitz des ab Juni 1976 amtierenden Botschafters, befand sich im Ortsteil Muffendorf (Klosterbergstraße 72).
Nachdem Bonn sich als Regierungssitz etabliert hatte, gehörte Syrien in den 1980er-Jahren zu den Ländern, die ihre diplomatische Vertretung in einem geplanten Botschaftsviertel am Rande des Rheinauenparks im Süden des damaligen Parlaments- und Regierungsviertels neu errichten wollten. Als einziges Land auf diesem Gelände begann Syrien noch kurz vor dem Mauerfall am 9. November 1989, der Bonns Status als Regierungssitz in Frage stellte, mit dem Bau eines – sowohl die Kanzlei als auch die Residenz umfassenden – Botschaftsgebäudes. Mit dem Entwurf für den Neubau der syrischen Botschaft wurde der Architekt N. Kasri aus Köln (Unterschrift im Bauantrag), mit der Innenarchitektur Mohammed Walid Seirawan beauftragt. Entscheidenden Einfluss auf die Ausgestaltung nahm der seinerzeitige Botschafter Suleyman Haddad. Die Innenausstattung wurde in Gänze aus Syrien importiert, an ihrer handwerklichen Ausarbeitung wirkten vor Ort 40 syrische Künstler mit. Der Bau nahm 14 Millionen D-Mark in Anspruch, einige Einrichtungsgegenstände wurden von Unternehmern und Privatpersonen gespendet. Der Bezug des neuen Botschaftsgebäudes mit etwa 30 Mitarbeitern fand im Frühjahr 1990 statt, als einziger in dem geplanten Botschaftsviertel und vorletzter in Bonn überhaupt.
Im Zuge der Verlegung des Regierungssitzes nach Berlin (1999) zog die syrische Botschaft 2002/03 dorthin um. Seither wurde sie, weiterhin im Eigentum Syriens befindlich, gelegentlich für Veranstaltungen der Deutsch-Syrischen-Gesellschaft genutzt. 2005 beschloss die syrische Regierung, in dem Gebäude ein Generalkonsulat sowie ein Kultur- und Tourismuszentrum einzurichten. Die Umsetzung dieser Entscheidung wurde allerdings von Beginn an von der Finanzierung abhängig gemacht und ist nicht erfolgt. Seit Beginn des Bürgerkriegs in Syrien 2011 demonstrierten Oppositionelle wiederholt vor dem Gebäude, das im November 2012 von Kurden im Rahmen einer solchen Demonstration auch gestürmt wurde. Im Juni 2017 wurde bekannt, dass Syrien entgegen der früheren Planung beabsichtigt, die Immobilie im Rahmen eines zweimonatigen Bieterverfahrens zu veräußern. 2023 war der Verkauf noch nicht erfolgt. Vom LVR-Amt für Denkmalpflege im Rheinland wurde mittlerweile der Denkmalwert des ehemaligen Botschaftsgebäudes festgestellt (Stand: 2024).

## Gebäude
Die syrische Botschaft ist einer der wenigen erhaltenen Botschaftsneubauten in Bonn, die mit der Zielsetzung einer Repräsentation durch landestypische Merkmale errichtet wurden. Sie besteht aus einem zur Andreas-Hermes-Straße gelegenen dreigeschossigen Kanzlei- sowie einem zur Ferdinand-Lassalle-Straße gelegenen, über einen Flachbau angebundenen zweigeschossigen Residenzgebäude und umfasst eine Grundfläche von etwa 4000 m². Beide Gebäudeteile haben eine kubische (würfelförmige) Grundform, sind mit weißem Bänderputz versehen und verfügen über Innenhöfe (Lichthöfe). Der mittlere Verbindungsbau nimmt einen repräsentativen Versammlungsraum auf.
Der Gebäudekomplex ist in einer orientalisierenden Formensprache gehalten, die sich insbesondere am Damaskus des 8. Jahrhunderts während der Herrschaft der Dynastie der Umayyaden („Damaszener-Stil“) orientieren soll. Unter breitem Mittelrisalit wird das Eingangsportal der Kanzlei mit einer hölzernen Doppeltür von einem gestuften Gewände eingefasst, die der spärlichen Fenster bestehen aus rotem Granit. Die innere Ausgestaltung des Baus, darunter der zweigeschossigen Hallen, gilt als besonders prachtvoll. Die Böden sind mit Marmor eingelegt, Wände und Decken golden ornamentiert oder mit Intarsien dekoriert. Im Keller findet sich ein Hamam, ein arabisch-islamisches Dampfbad. Der Innenhof der Residenz ist mit Springbrunnen und war ursprünglich auch mit Schlingpflanzen ausgestattet.

„Orientalisches Formenvokabular verbindet sich mit den massigen Baukörpern zu einer modernen fremdländischen Architektur – einer Art orientalischer Postmoderne –, wie sie in dieser markanten Art sich nur noch an dem Erweiterungsbau der chinesischen Botschaft findet (…).“